# إليانور أوين
إليانور أوين (بالإنجليزية: Eleanor Owen)‏ هي صحفية أمريكية، ولدت في 22 يناير 1921 في بروكلين في الولايات المتحدة.